# Super (1, 2, 3)
„Super (1, 2, 3)” – czternasty singiel nagrany przez włoskiego DJ-a Gigiego D’Agostino, który wydany został w grudniu 2000 roku. Utwór dotarł do miejsca pierwszego w Austrii, natomiast w jego rodzinnej Italii singiel zatrzymał się na pozycji drugiej. Oprócz powyższego tytułu występują jeszcze dwie alternatywne nazwy – „Une , Deux , Trois” oraz „Super (One, Two, Three)”.

## Lista utworów
| 1. | „Super” (Riscaldamento) | 3:59  |
|    |                         |       |
| 2. | „Super” (Rassodante)    | 8:11  |
|    |                         |       |
| 3. | „Super” (Idratante)     | 7:14  |
|    |                         |       |
| 4. | „Super” (Rilassante)    | 10:05 |
|    |                         |       |
|    |                         | 29:29 |
|    |                         |       |

## Melodia
W piosence wykorzystano motyw występujący w utworze „Schiarazula Marazula”, włoskiego kompozytora Giorgio Mainerio, który tworzył w XVI. wieku.

## Pozycje na europejskich listach
| Lista (2000-2001)      | Pozycja |
| ---------------------- | ------- |
| Ö3 Austria Top 40      | 1       |
| Ultratop 50 (Flandria) | 4       |
| Ultratop 50 (Walonia)  | 2       |
| Single Top 100         | 34      |
| SNEP                   | 46      |
| FIMI                   | 2       |
| Romanian Top 100       | 5       |
| AFYVE                  | 3       |
| Schweizer Hitparade    | 55      |